# Pachyrhizus tuberosus
Espèce
Classification phylogénétique
Pachyrhizus tuberosus, appelé parfois jicama ou pois patate, est une espèce de plantes à fleurs de la famille des Fabaceae.
On consomme son tubercule.